# Seabees
Seabees (dosłownie: morskie pszczoły) – w Stanach Zjednoczonych powszechnie przyjęte określenie żołnierzy Batalionów Roboczych US Navy (ang. United States Navy Construction Battalions, skr. USNCB). Słowo „Seabee” wywodzi się ze skrótu nazwy batalionów roboczych (ang. Construction Battalion) „CB”. Seabees zajmują się budową i utrzymaniem baz wojskowych, dróg, lotnisk, a także rozlicznymi pracami konstrukcyjnymi, obecni w wielu operacjach militarnych od II wojny światowej poczynając.
Podstawową formacją Naval Construction Forces (NCF) jest batalion. Bataliony seabees są organizowane tak, by w polu były samodzielne i samowystarczalne. Ich nazwa, w nomenklaturze NCF, z biegiem lat ulegała zmianom:
- od 1942 do 1949: Naval Construction Battalion (NCB)
- od 1949 do 1974: Mobile Construction Battalion (MCB)
- od 1974 do chwili obecnej: Naval Mobile Construction Battalion (NMCB)

Od początków lat sześćdziesiątych do roku 1991 bataliony rezerwy nazywano Reserve Naval Mobile Construction Battalions (RNMCB). Po 1991 roku wszystkim batalionom rezerwy NCF przywrócono nazwę NMCB dla podkreślenia integracji jednostek rezerwowych z działającymi i aktywnymi.

## Historia

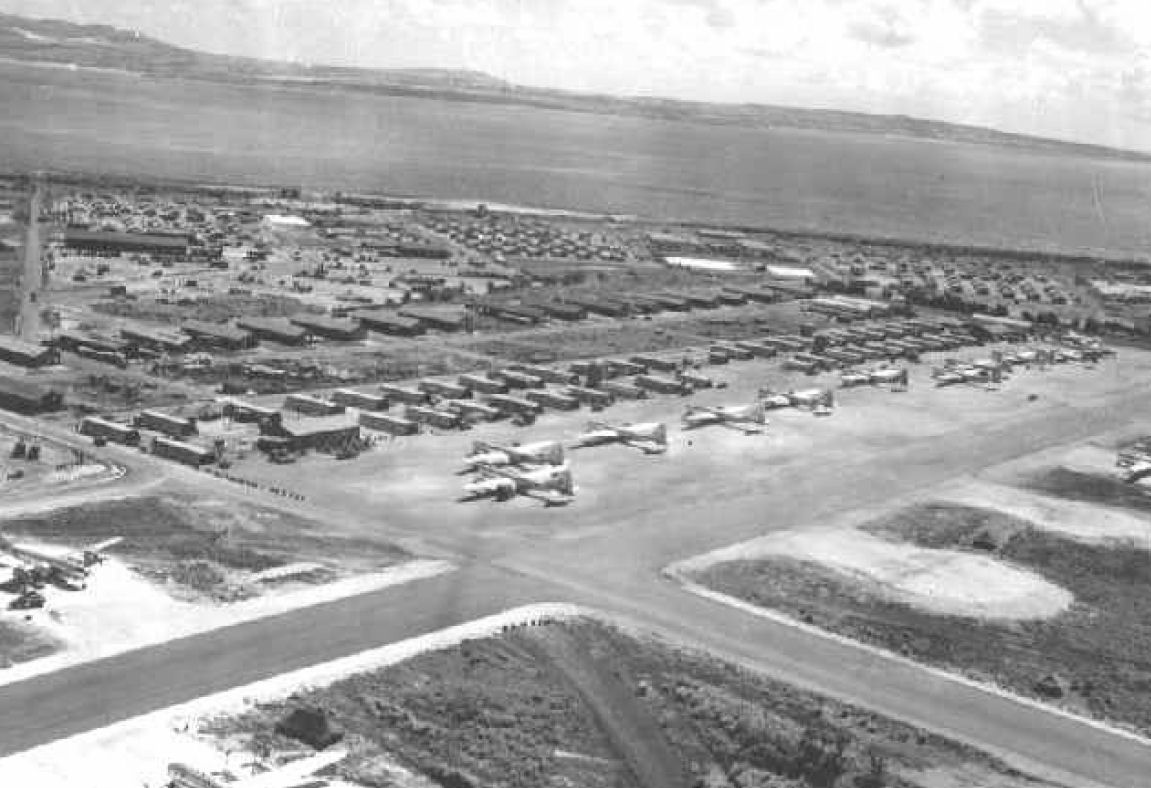
Lotnisko na wyspie Tinian (1945)

W pierwszych dniach grudnia 1941 roku, gdy stało się jasne, że wkrótce Stany Zjednoczone znajdą się w stanie wojny zarówno na obszarze Pacyfiku, jak i Atlantyku, kontradmirał Ben Moreell, przełożony Oddziału Portów i Stoczni Marynarki zaproponował utworzenie batalionów roboczych w nowo powstałej bazie w Davisville w stanie Rhode Island. Po ataku na Pearl Harbor i przystąpieniu Stanów Zjednoczonych do wojny, otrzymał przyzwolenie na dalsze działanie. Baza w Davisville została uruchomiona w czerwcu 1942 roku. W październiku powstał Camp Thomas, część koszarowa bazy z 500 barakami mieszkalnymi typu Quonset hut, a od 11 sierpnia działała część przeznaczona na ćwiczenia. W czasie wojny przez Davisville przeszło ponad sto tysięcy seabees.
Pierwszych seabees zaciągano z cywilnych firm budowlanych, bowiem większe znaczenie miało doświadczenie niż tężyzna fizyczna. Średni wiek żołnierzy w batalionach z okresu II wojny światowej wynosił 37 lat. Łącznie w batalionach roboczych służyło w czasie wojny ponad 350 tysięcy seabees, którzy walczyli i budowali na sześciu kontynentach i ponad 300 wyspach Pacyfiku. Tam też, ze względu na ogrom koniecznych prac, seabees lądowali zaraz za Marines i przystępowali do budowy pasów startowych, mostów, dróg, zbiorników paliwa i baraków quonset hut dla magazynów, szpitali i koszar. Często pracowali pod ogniem nieprzyjaciela, a bywało, że byli zmuszeni brać udział w walce, by bronić własnego życia lub wznoszonych właśnie konstrukcji. Na pacyficznym teatrze działań zbudowali 111 większych pasów startowych, 441 przystani, zbiorniki dla zmagazynowania i przechowywania 100 mln galonów paliw, budynki mieszkalne dla 1,5 miliona ludzi i szpitale dla 70 tysięcy pacjentów. 31 grudnia 1947 roku seabees zostali oficjalnie przeniesieni do rezerwy.
W czasie wojny koreańskiej US Navy uznała, że wobec rosnącego zagrożenia ze strony komunistycznych Chin potrzebuje bazy lotniczo-morskiej, skąd łatwiej byłoby utrzymać kontrolę nad Morzem Południowochińskim. Wybrano Subic Bay na Filipinach, a do realizacji projektu zaproszono cywilnych wykonawców, ale ci – ujrzawszy strome stoki Zambales i gęstwę dżungli – stwierdzili, że nie podołają zadaniu. Wówczas zwrócono się do seabees. 2 października 1951 roku na miejsce przybył 3 MCB, a 5 listopada 5 MCB. W ciągu następnych pięciu lat seabees z siedmiu batalionów ścięli wierzchołek góry i przekształcili ją w ponad 3-kilometrową drogę startową. Były to jedne z najrozleglejszych prac ziemnych w historii NCF. Baza, zbudowana kosztem 100 mln USD oddana została do użytku 25 lipca 1956 roku.

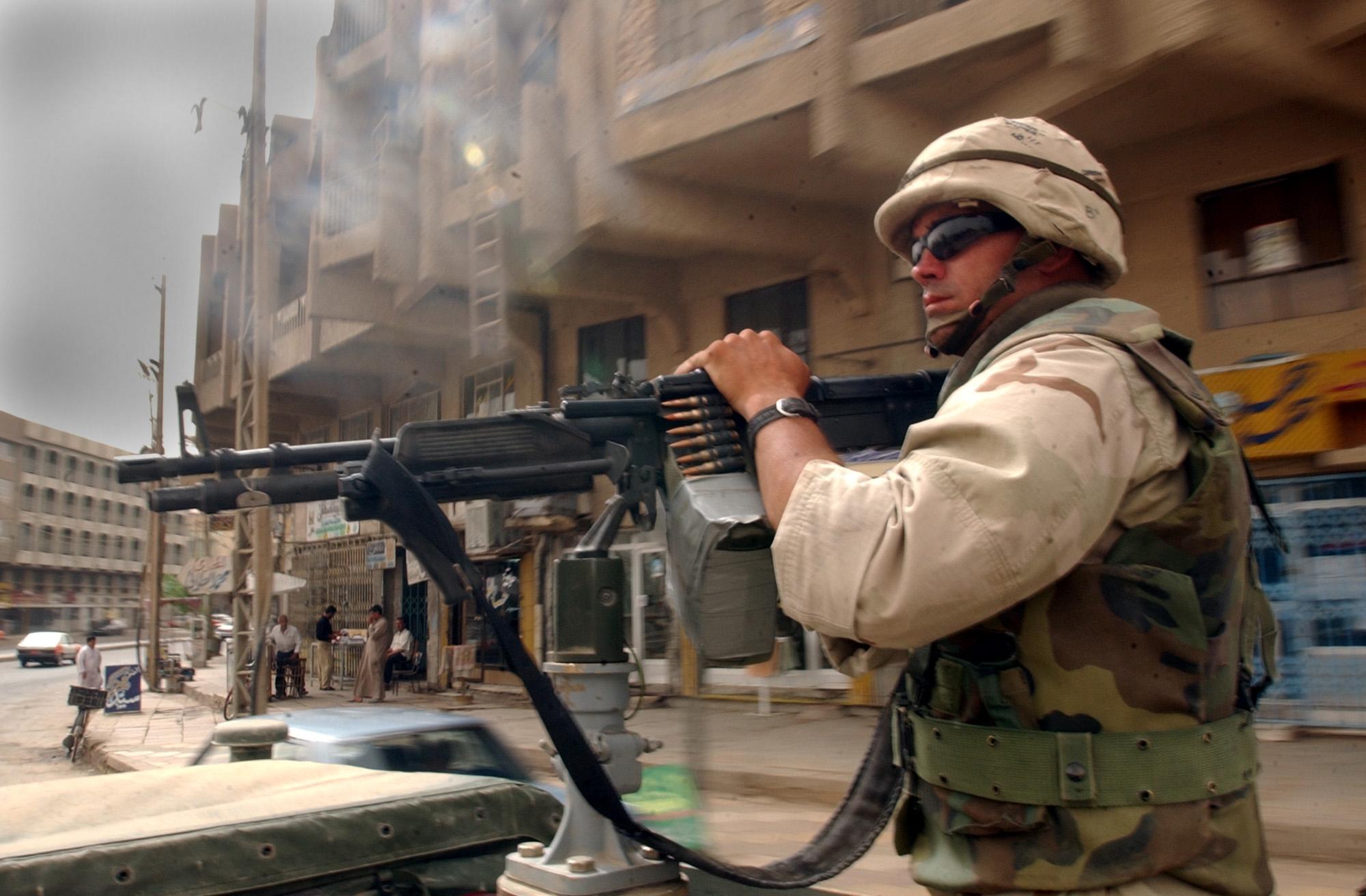
Seabee podczas walk w Al-Hilli w 2003

W roku 1955 seabees znaleźli zatrudnienie w Antarktyce. W ramach operacji Deep Freeze 200 seabees zbudowało 3000-metrowy pas startowy w bazie McMurdo. Mimo że w pewnym momencie burza śnieżna nieomal zniszczyła wznoszone konstrukcje, pas startowy został oddany na czas. W kolejnych latach seabees zbudowali system dróg, podziemnych magazynów, laboratoriów i pomieszczeń mieszkalnych. Najbardziej znaczącym osiągnięciem w roku 1962 był ich udział w budowie pierwszego w Antarktyce reaktora atomowego.
Seabees uczestniczyli też w wojnie w Wietnamie, gdzie zaczęli pojawiać się w niewielkiej liczbie w roku 1954. W roku 1962 zaczęli budować obozy dla sił specjalnych, a do roku 1972 zbudowali wiele szkół i szpitali i ośrodków zdrowia. Od roku 1965 bataliony seabees, podobnie jak inne oddziały podobnego przeznaczenia, powstawały w całym Wietnamie Południowym.

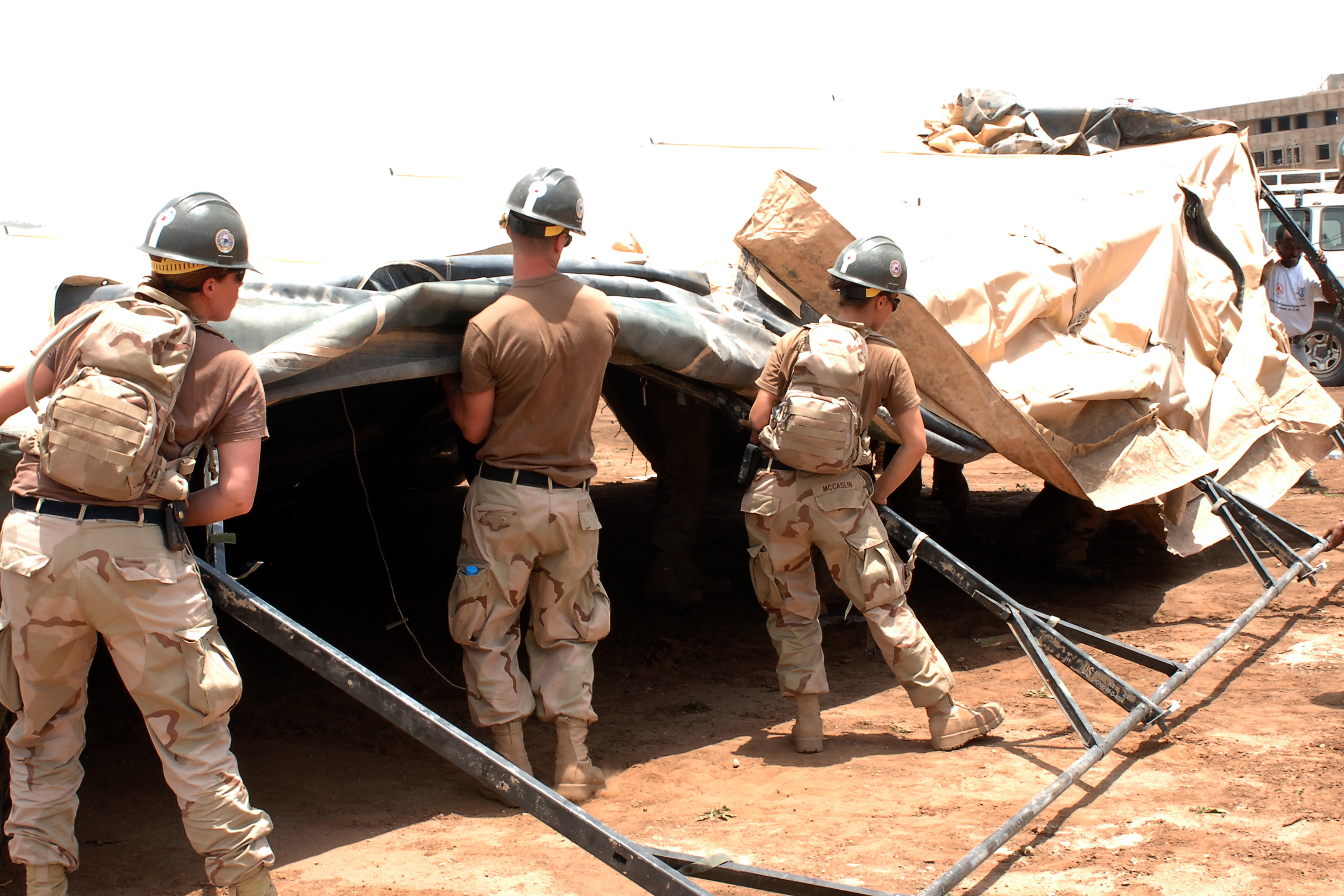
Seabees stawiają namioty po powodzi w Etiopii

Ich główną rolą było wspomaganie Marines, ale zdołali zbudować w tym czasie wiele mostów i dróg; utwardzali nawierzchnie dróg prowadzących do wiosek i centrów handlowych, kopali setki studni, zapewniali opiekę medyczną tysiącom wietnamskich chłopów, a ponadto budowali szkoły, szpitale, linie elektryczne.
W roku 1971 seabees rozpoczęli prace nad największym swym przedsięwzięciem w czasach pokoju. Było to przysposobienie wyspy Diego Garcia na Oceanie Indyjskim dla bazowania sił zbrojnych USA. Wykonanie zadania zajęło jedenaście lat, a jego koszt sięgnął 200 milionów USD. Powstała wówczas baza była w stanie obsługiwać największe okręty US Navy i wszelkiego typu samoloty. Swej przydatności baza na Diego Garcia dowiodła, gdy w sierpniu 1990 roku wojska Iraku dokonały inwazji na Kuwejt i rozpoczęły się działania w ramach wojny w Zatoce, a przede wszystkim operacji Desert Storm.
Gdy zakończyła się „zimna wojna” świat stanął przed nowym wyzwaniem, jakim stał się terroryzm. Seabees stali się znów potrzebni w wielu strategicznie ważnych miejscach, jak Diego Garcia, Guam, Okinawa, bazy US Navy i USMC w Japonii, na Filipinach, Portoryko, Guantanamo, w Gwatemali, stacje obsługi atomowych okrętów podwodnych w Holy Loch Refit Site One w Szkocji, bazy Rota w Hiszpanii, Neapolu, czy w zatoce Suda na Krecie. Prace konstrukcyjne wykonane przez seabees w Naval Air Station Sigonella na Sycylii pozwoliły przekształcić niewielką placówkę w główną bazę lotniczą Szóstej Floty US Navy.
Seabees odgrywali również rolę na polu walki. W roku 1983 wyładowana materiałem wybuchowym ciężarówka zburzyła koszary marines w Bejrucie. Żołnierzy przeniesiono na teren portu lotniczego w stolicy Libanu, ale tam znaleźli się pod ostrzałem rebelianckiej artylerii. Po przeanalizowaniu sytuacji i konsultacjach na szczeblu operacyjnym, do Bejrutu wysłano 70 ludzi i sprzęt ciężki z 1 NMCB stacjonującego w Rota w Hiszpanii. Budowa schronów mieszkalnych odpornych na ogień artylerii rozpoczęła się w grudniu 1983 roku i trwała aż do wycofania się marines z Libanu w lutym 1984. W tym czasie seabees stracili operatora sprzętu, który został ranny na skutek wybuchu pocisku z RPG - żołnierza tego odznaczono później Purple Heart, było to pierwsze takie odznaczenie przyznane dla żołnierzy batalionów roboczych od czasów wojny wietnamskiej.
W listopadzie 2012 roku 90 seabees z 11 NMCB przez dwa tygodnie pomagało władzom i obywatelom stanów New Jersey i Nowy Jork usuwać skutki huraganu Sandy.

## Zmiany organizacyjne
Wobec rosnącego zapotrzebowania na pracowników budowlanych i coraz ambitniejszymi planami konstrukcyjnymi na polu walki i jego zapleczu, w czasie II wojny światowej gwałtownie zwiększała się ilość batalionów seabees. Gdy zaczęło dochodzić do sytuacji, w których na jednym terenie działało kilka batalionów, zaistniała konieczność utworzenia jednostek i dowództw wyższego szczebla celem lepszej koordynacji, planowania i kierowania pracami. W ten sposób, w grudniu 1942 roku powstały jednostki w sile pułków o nazwie Naval Construction Regiment (NCR).
W kwietniu 1943 roku, w celu skoordynowania działań regimentów, zorganizowano Naval Construction Brigades (NCB). Brygada stanowiła najwyższy szczebel dowódczo-organizacyjny NCF aż do początków XXI wieku. W tym czasie dwiema ostatnimi brygadami były Second Naval Construction Brigade (2 NCB) i Third Naval Construction Brigade (3 NCB). 2 NCB podlegała Flocie Atlantyckiej, a 3 NCB Flocie Pacyfiku US Navy. Obie brygady zostały rozwiązane w sierpniu 2002 roku.
Wkrótce po rozpoczęciu globalnej wojny z terroryzmem zdano sobie sprawę, że w zaistniałej sytuacji rozproszeni po wielu częściach świata seabees winni być podporządkowani jednemu, centralnemu dowództwu. 9 sierpnia 2002 roku powstała First Naval Construction Division (1 NCD) z siedzibą w bazie wojsk desantu morskiego w Little Creek w stanie Delaware. Od stycznia 2006 roku struktura była podporządkowana Navy Expeditionary Combat Command (NECC), po czym, 31 maja 2013 została rozwiązana, a jej struktury wchłonięte przez NECC.

## Specjalności
Seabees podzieleni są według siedmiu głównych specjalności:
- Mechanik budowlany (CM)
- Operator sprzętu (EO)
- Operator urządzeń (UT)
- Elektryk (CE)
- Budowniczy (BU)
- Budowniczy konstrukcji stalowych (SW)
- Doradca ds. inżynieryjnych (EA)